# Jan Łaski
Jan Łaski, armoiries Korab, né en 1456 à Łask et mort le 19 mai 1531 à Kalisz, est un ecclésiastique et homme politique polonais. Grand Chancelier de la Couronne, puis archevêque de Gniezno et primat de Pologne, il réalise la première codification des lois du Royaume de Pologne passé dans l'histoire sous le nom de Statut de Jan Łaski.

## Biographie
Jan Łaski est né en 1456 à Łask, près de Sieradz. Sa famille est apparentée au primat Jan Gruszczyński (pl), mais c’est à lui qu’elle doit son élévation au rang des magnats. 
Ordonné prêtre vers 1471 à l'âge de 15 ans, Łaski gravit rapidement les échelons de la hiérarchie ecclésiastique, puis celle de l’État. Il est, entre autres, notaire du consistoire de Poznań, chanoine et chancelier de Gniezno, prévôt de Poznań, chanoine de Cracovie, doyen de Cujavie, secrétaire royal et conseiller politique du roi de Pologne Aleksander Jagiellończyk. En 1503, il accède à la plus haute charge du Royaume et devient le grand chancelier.
Dans cette qualité, il inspire deux résolutions importantes de la Diète de Piotrków Trybunalski (1504) qui limitent le pouvoir des magnats. Il est également le co-auteur de la constitution «Nihil novi» (1505), considérée comme le début de la démocratie nobiliaire en Pologne. 

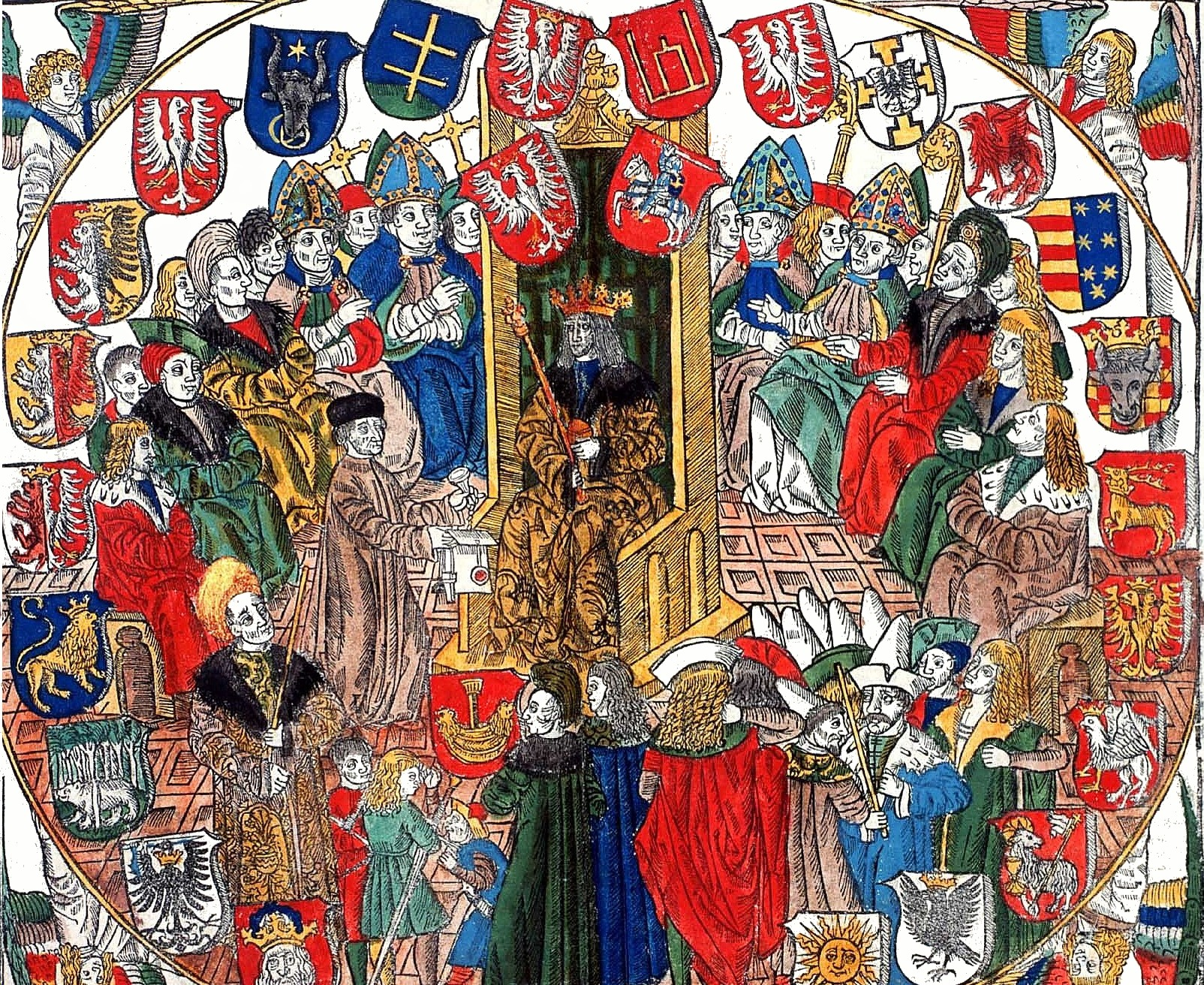
Une gravure sur bois en couleur dans le Statut de Jan Łaski représentant le roi polonais Aleksander Jagiellończyk., parmi les députés et les sénateurs. Imprimé par Jan Haller à Cracovie 1506

L'un de ses plus grands mérites est sa contribution à la première codification officielle du droit polonais. Préparé à la suite d’une résolution de Diète générale de Radom de 1505 et imprimé en 1506, en 150 exemplaires en papier et 6 en parchemin, sous le titre Commune incliti Poloniae Regni privilegium, decretorum et indultuum aprobatorumque (Statut du Royaume de Pologne), ce recueil de l’ensemble des lois et des usages en vigueur en Pologne est également connu sous le nom de Statut de Jan Łaski. Les textes qu’il rassemble proviennent essentiellement des archives des églises, des tribunaux et de la chancellerie de la Couronne.
Jan Łaski se préoccupe également de la codification canonique. Sous son impulsion est réalisé le premier inventaire des biens ecclésiastiques de l'archidiocèse de Gniezno, publié sous le nom de Liberum Beneficiorum. Łaski unifie la liturgie, rationalise l'administration et l’appareil judiciaire de l'Église polonaise. Il se prononce pour la taxation des ecclésiastiques et œuvre pour élever le niveau d'éducation et le moral du clergé.
Après la mort du roi Aleksander, Łaski jouit de la confiance et des faveurs de son successeur Zygmunt I, dont il est un conseiller. Il contribue à plusieurs reprises au budget du roi, même de ses propres coffres.
En mai 1510, Jan Łaski est nommé l'archevêque de Gniezno et le primat de Pologne. Il conserve cette dignité jusqu'à sa mort en 1531.
En 1513, il participe au Cinquième concile du Latran où il proteste contre les exigences de l’Ordre Teutonique envers la Pologne et la Prusse. Lors du Concile, il obtient pour lui et ses successeurs à Gniezno la qualité de légat-né sur le modèle des archevêques de Canterbury. Il est le premier dignitaire de l'Église polonaise à cumuler les fonctions de métropolite, primat de Pologne et légat du pape.
Aucun de ses prédécesseurs à l’archevêché de Gniezno n'a convoqué tant de synodes. Ils sont principalement consacrés à la réparation des mœurs et au rétablissement de la discipline du clergé ainsi qu’à la lutte contre la Réforme.
Jan Łaski décède le 19 mai 1531 à Kalisz. Il est inhumé dans la crypte des Primats de la cathédrale de Gniezno.